# Liste der Naturdenkmale in Erpolzheim
Die Liste der Naturdenkmale in Erpolzheim nennt die im Gemeindegebiet von Erpolzheim ausgewiesenen Naturdenkmale (Stand 4. März 2024).

## Ehemalige Naturdenkmale
| Nr.         | Bezeichnung                         | Lage                         | Beschreibung                                              | Bild                                    |
| ----------- | ----------------------------------- | ---------------------------- | --------------------------------------------------------- | --------------------------------------- |
| ND-7332-247 | Eiche im Garten der Wenzschen Mühle | Im Kitzig Lage               | Quercus sp.; Baum abgegangen, Rechtsverordnung aufgehoben | Direkt Bild zu diesem Denkmal hochladen |
| ND-7332-538 | Ulme                                | Hauptstraße, bei Nr. 52 Lage | Ulmus minor; Baum abgegangen, Rechtsverordnung aufgehoben | Direkt Bild zu diesem Denkmal hochladen |